# Walter Lohmann
Walter Lohmann (21 de julio de 1911-18 de abril de 1993) fue un deportista alemán que compitió en ciclismo en la modalidad de pista.
Ganó tres medallas en el Campeonato Mundial de Ciclismo en Pista entre los años 1937 y 1952. Además, consiguió diez títulos en el Campeonato de Alemania en Pista en la especialidad de medio fondo, en los años 1938, 1941, 1943, 1944, 1946, 1948, 1949, 1951, 1952 y 1953.

## Medallero internacional
| Campeonato Mundial | Campeonato Mundial       | Campeonato Mundial | Campeonato Mundial |
| Año                | Lugar                    | Medalla            | Competición        |
| ------------------ | ------------------------ | ------------------ | ------------------ |
| 1937               | Copenhague (Dinamarca)   | Medalla de oro     | Medio fondo (P)    |
| 1938               | Ámsterdam (Países Bajos) | Medalla de plata   | Medio fondo (P)    |
| 1952               | París (Francia)          | Medalla de plata   | Medio fondo (P)    |